# 149년

## 연호
- 후한(後漢) 건화(建和) 3년

## 기년
- 후한(後漢) 환제(桓帝) 3년
- 신라(新羅) 일성 이사금(逸聖泥師今) 16년
- 고구려(高句麗) 차대왕(次大王) 4년
- 백제(百濟) 개루왕(蓋婁王) 22년

## 탄생
- 사마의의 아버지 사마방